# 203. Division
Die 203. Division sind folgende militärische Einheiten auf Ebene der Division:

## Infanterie-Divisionen
- 203. Infanterie-Division (Deutsches Kaiserreich)
- 203. Infanterie-Division (Wehrmacht) (ab 1944, zuvor 203. Sicherungs-Division, aufgestellt 1942)
- 203ª Divisione costiera (Königreich Italien)